# 川内三十人町
川内三十人町（かわうちさんじゅうにんまち）は宮城県仙台市青葉区の町丁。郵便番号は980-0866。人口は1100人、世帯数は684世帯（2022年1月1日現在）。住居表示は全域で未実施。
仙台市中心部から広瀬川を挟んだ丘陵部にあり、その丘陵部にも住宅地が広がっている。

## 地理
仙台市街地の北西部に位置し、北東には広瀬川が流れている。

## 歴史

### 地名の由来
過去には青葉城の城下町の一部であり、足軽三十人衆が住んでいたことに由来している。

## 交通

### バス
仙台市営バス および るーぷる仙台 が運行している。
- 仙台市営バス - 川内三十人町

## 施設
- 白鳥神社